# 比吉特·聚斯
比吉特·聚斯（德語：Birgit Süß，1962年3月29日—），德国前女子竞技体操运动员。她曾代表东德参加1980年夏季奥林匹克运动会体操比赛，获得女子团体全能铜牌。